# Olivia’s Greatest Hits Vol.2
Az Olivia’s Greatest Hits Vol.2 Olivia Newton-John 1982-ben megjelent második, hivatalos válogatáslemeze. Az album négy, különféle változatban jelent meg.

## Az album ismertetése
Az album Olivia Newton-John második hivatalos válogatásalbuma. A hivatalos kiadásoktól függetlenül erre az időpontra Oliviának már jó néhány egyéb válogatásalbuma is megjelent különféle kiadóktól. Az album az USA-ban szimpla, Angliában dupla hanglemezen, Ausztráliában Greatest Hits Vol.3 címen jelent meg. 1982-es kiadásakor a CD korszak még a kezdeténél tartott, a CD lemezek hossza még  sokkal rövidebb volt mint később, ezért a CD kiadások is csak a hanglemezváltozatok zeneanyagát tartalmazzák, az angliai CD változat viszont lényegesen rövidebb a hanglemezváltozatnál, összeállítása is némileg eltér. 
Az Olivia’s Greatest Hits Vol.2 összes dala megjelent Olivia korábbi albumain, kivéve az 1982-es, csak kislemezen megjelent Heart Attack és a Tied Up számokat. Ez utóbbiak alapján két videóklip is készült, melyek a Twist of Fate videókazettán és az Olivia Newton-John: Video Gold DVD lemezeken jelentek meg. A Heart Attack klipet jelölték az 1982-es Grammy-díj év videója díjra. Az album annak idején Magyarországon is üzletekbe került, indiai kiadásban.

## Az album dalai

### USA LP és CD változat
- Heart Attack
- Magic
- Physical
- Hopelessly Devoted To You
- Make A Move On Me
- A Little More Love
- You're The One That I Want
- Tied Up
- Suddenly
- Xanadu

### U.K. dupla LP változat
- Physical
- Tied Up
- Heart Attack
- Make A Move On Me
- You're The One That I Want
- What Is Life
- Xanadu
- Summer Nights
- Landslide
- Take Me Home Country Roads
- A Little More Love
- Magic
- Suddenly
- Changes
- Hopelessly Devoted To You
- Sam
- If Not For You
- Banks of the Ohio
- Rosewater
- I Honestly Love You

### U.K. CD változat
- Physical
- Deeper Than The Light
- A Little More Love
- Magic
- Heart Attack
- Make A Move On Me
- Tied Up
- Suddenly
- Changes
- If Not For You
- Banks of the Ohio
- Take Me Home Country Roads
- Sam
- The Promise
- I Honestly Love You

### Ausztrál LP és CD kiadás
- Heart Attack
- Magic
- Physical
- Deeper Than The Light
- Hopelessly Devoted To You
- Make A Move On Me
- Landslide
- A Little More Love
- You're The One That I Want
- Tied Up
- Suddenly
- Totally Hot
- The Promise
- Xanadu

## Kiadások
- USA LP: MCA Records MCA-5347
- USA CD: Mca MCAD-5347
- Japán LP: EMI EMS 91045
- India: The Gramophone Company of India Ltd.
- Ausztrál LP: Festival Records
- Ausztrál CD: Festival D 52015
- Ausztrál remastered CD: EMI 724349797321 (1998)

Az album több más kiadásban is megjelent.

## Helyezések

### Album
- USA Billboard album lista: No.16. (dupla platinalemez)
- Ausztrál album lista: No.15. (platinalemez)
- NSZK album lista: No.33.
- Francia album lista: No.20.
- UK album lista: No.8
- Billboard éves lista: No.10.
- Japán lista: No.12.

### Heart Attack
- Ausztrál lista: No.17.
- USA Billboard Hot 100: No.3.
- Kanada: No.2.
- Új-Zéland: Mo.11.
- U.K.: No.46.
- NSZK: No.51.
- Japán: No.71.

### Tied Up
- Ausztrália: No.23.
- USA Billboard Hot 100: No.38.